# Арчиб
Арчи́б (арч. ХьIере́) — село на юго-востоке Чародинского района Дагестана, Россия. Расположено в верховьях реки Хатар. Административный центр Арчибского сельсовета.
До 1-й трети XX века арчинцы имели одно селение — Хеьреь (авар. Рочиб), Арчиб (рус., произв. от лак. Арчи).

## Население
| 1888 | 1895 | 1926 | 1939 | 1970 | 1989 | 2002 |
| ---- | ---- | ---- | ---- | ---- | ---- | ---- |
| 799  | ↘765 | ↘126 | ↗146 | ↗203 | ↘185 | ↗211 |
| 2010 | 2021 |      |      |      |      |      |
| ↘197 | ↗285 |      |      |      |      |      |

Общее население сельсовета составляет 1165 человек (перепись, 2002), большинство — арчинцы. Этот сельсовет является единственным местом распространения арчинского языка.